# Johan Quaile
Johan Quaile, né le 13 août 1992 à Montbéliard en France, est un coureur cycliste handisport français.
Il est notamment double vice-champion paralympique aux Jeux paralympiques d'été de 2024 à Paris, sur le contre-la-montre et sur la course en ligne.

## Biographie
Johan Quaile naît le 13 août 1992 à Montbéliard, dans le département français du Doubs.
Paraplégique, il découvre le cyclisme handisport en centre de rééducation en 2013. Il remporte aux championnats du monde 2023 la médaille d'or en relais mixte ainsi que la médaille d'argent en course en ligne MH3. La même année, il est médaillé d'or en relais mixte et médaillé d'argent en contre-la-montre aux championnats d'Europe à Rotterdam.
Il remporte la médaille d'argent au contre-la-montre en cyclisme sur route en catégorie H3, aux Jeux paralympiques d'été de 2024 à Paris, terminant derrière son compatriote Mathieu Bosredon.  Il obtient sa deuxième médaille d'argent le lendemain sur la course en ligne, encore derrière Mathieu Bosredon.

## Décorations
- Chevalier de l'ordre national du Mérite (2024)[4]